# Ageo, Saitama
Ageo (上尾市 Ageo-shi, Thượng Vỹ) là một thành phố thuộc tỉnh Saitama, Nhật Bản.